# سباستین سیوری
سباستین سیوری (انگلیسی: Sebastián Sciorilli؛ زادهٔ ۵ فوریهٔ ۱۹۸۹) بازیکن فوتبال اهل آرژانتین است.
از باشگاه‌هایی که در آن بازی کرده‌است می‌توان به باشگاه فوتبال ریور پلاته و باشگاه فوتبال زسکا صوفیه اشاره کرد.